# Ортоцентр
Ортоцентр (от др.-греч. ὀρθός «прямой») — точка пересечения высот треугольника или их продолжений. Традиционно обозначается латинской буквой {\displaystyle H}. В зависимости от вида треугольника ортоцентр может находиться внутри треугольника (в остроугольном), вне его (в тупоугольном) или совпадать с вершиной (в прямоугольном — совпадает с вершиной при прямом угле). Ортоцентр относится к замечательным точкам треугольника и перечислен в энциклопедии центров треугольника Кларка Кимберлинга как точка X(4).

## Свойства
- Если в четвёрке точек {\displaystyle A}, {\displaystyle B}, {\displaystyle C}, {\displaystyle D} точка {\displaystyle D} является точкой пересечения высот треугольника {\displaystyle ABC}, то и любая из четырёх точек является ортоцентром треугольника, образованного тремя остальными точками. Такую четвёрку иногда называют ортоцентрической системой точек (см. рис.).
  - Более того, при любом разбиении множества ортоцентрической системы точек {\displaystyle \{A,B,C,D\}} на две пары, например, {\displaystyle \{B,C\}} и {\displaystyle \{A,D\}} или при любом другом подобном разбиении, всегда перпендикулярны образующиеся два отрезка прямых с концами в данных точках множеств (в нашем случае {\displaystyle BC} перпендикулярно {\displaystyle AD}) независимо от выбора этих двух пар
  - Радиусы окружностей, проходящих через любые три точки ортоцентрической системы, равны (следствие теоремы Гамильтона для окружности Эйлера). Их часто называют окружностями Джонсона.
  - Последнее утверждение можно сформулировать так: Три отрезка прямых, соединяющих ортоцентр с вершинами остроугольного треугольника, разбивают его на три треугольника, имеющих равные радиусы описанных окружностей (следствие теоремы Гамильтона для окружности Эйлера). При этом одинаковый радиус этих трех окружностей равен радиусу окружности, описанной около исходного остроугольного треугольника.

Точки, симметричные ортоцентру относительно сторон, лежат на описанной окружности.

- Ортоцентр лежит на одной прямой с центроидом, центром описанной окружности и центром окружности девяти точек (см. прямая Эйлера).
- Ортоцентр остроугольного треугольника является центром окружности, вписанной в его ортотреугольник.
- Центр описанной около треугольника окружности служит ортоцентром треугольника с вершинами в серединах сторон данного треугольника. Последний треугольник называют дополнительным треугольником по отношению к первому треугольнику.
- Последнее свойство можно сформулировать так: Центр описанной около треугольника окружности служит ортоцентром дополнительного треугольника.
- Точки, симметричные ортоцентру треугольника относительно его сторон, лежат на описанной окружности (см. рисунок)[1].
- Точки, симметричные ортоцентру треугольника относительно середин сторон, также лежат на описанной окружности и совпадают с точками, диаметрально противоположными соответствующим вершинам.
- Если {\displaystyle O} — центр описанной окружности {\displaystyle \triangle ABC}, то {\displaystyle {\overrightarrow {OH}}={\overrightarrow {OA}}+{\overrightarrow {OB}}+{\overrightarrow {OC}}}.
  - {\displaystyle OH={\sqrt {R^{2}-8R^{2}\cos A\cos B\cos C}}={\sqrt {9R^{2}-(a^{2}+b^{2}+c^{2})}}}[2][3]:p. 449, где {\displaystyle R} — радиус описанной окружности; {\displaystyle a,b,c} — длины сторон треугольника; {\displaystyle A,B,C} — внутренние углы треугольника.
- При изогональном сопряжении ортоцентр переходит в центр описанной окружности.
- Любой отрезок, проведенный из ортоцентра до пересечения с описанной окружностью, всегда делится окружностью Эйлера пополам. Это следует из того, что ортоцентр есть центр гомотетии этих двух окружностей с коэффициентом {\displaystyle 1/2}.
- Четыре попарно пересекающиеся прямые, никакие три из которых не проходят через одну точку (четырёхсторонник), при пересечении образуют четыре треугольника. Их ортоцентры лежат на одной прямой (на прямой Обера).
- Если считать, что ортоцентр треугольника делит первую высоту на части длиной {\displaystyle u} и {\displaystyle v}, вторую высоту на части длиной {\displaystyle w} и {\displaystyle x}, третью высоту на части длиной {\displaystyle y} и {\displaystyle z}, тогда {\displaystyle uv=wx=yz}[4][5].
- Цепочка уравнений в последнем пункте: {\displaystyle uv=wx=yz} по сути означает, что три пары отрезков, на которые ортоцентр разделяет три высоты остроугольного треугольника, подчиняются правилу хорд, пересекающихся внутри окружности, например: {\displaystyle uv=wx}. Отсюда автоматически следует то, что через четыре конца любых двух высот остроугольного треугольника всегда можно провести окружность (высоты в ней будут пересекающимися хордами). Оказывается, это утверждение сохраняет силу и для тупоугольного, и прямоугольного треугольников.
- Расстояние от стороны до центра описанной окружности равно половине расстояния от противоположной ей вершины до ортоцентра[6][7].
- Сумма квадратов расстояний от вершин до ортоцентра плюс сумма квадратов сторон равна двенадцати квадратам радиуса описанной окружности[8].
- Три основания высот остроугольного треугольника или три проекции ортоцентра на стороны треугольника образуют ортотреугольник.

Ортоцентрическая ось (Orthic axis) — трилинейная поляра ортоцентра

- Трилинейной полярой ортоцентра является ортоцентрическая ось {\displaystyle DEF} (Orthic axis) (см. рис.)
- Четыре ортоцентра четырёх треугольников, образованных четырьмя попарно пересекающимися прямыми, никакие три из которых не проходят через одну точку, лежат на одной прямой (Прямая Обера четырёхугольника). Здесь используются те же четыре треугольника, что и при построении точки Микеля.
- Существует формула Карно[9]:
{\displaystyle R+r=k_{a}+k_{b}+k_{c}={\frac {1}{2}}(d_{A}+d_{B}+d_{C})},

где {\displaystyle k_{a}}, {\displaystyle k_{b}}, {\displaystyle k_{c}} — расстояния от центра описанной окружности соответственно до сторон {\displaystyle a}, {\displaystyle b}, {\displaystyle c} треугольника, {\displaystyle d_{A}}, {\displaystyle d_{B}}, {\displaystyle d_{C}} — расстояния от ортоцентра соответственно до вершин {\displaystyle A}, {\displaystyle B}, {\displaystyle C} треугольника.
- {\displaystyle d_{A}+d_{B}+d_{c}={\frac {2abc+(a+b-c)(a-b+c)(-a+b+c)}{\sqrt {(a+b+c)(a+b-c)(a-b+c)(-a+b+c)}}}}

(при условии, что ортоцентр лежит внутри треугольника).
- Расстояние от центра описанной окружности до стороны {\displaystyle a} равно:
{\displaystyle k_{a}={\frac {a}{2\operatorname {tg} A}}};
- расстояние от ортоцентра до вершины {\displaystyle A} равно:
{\displaystyle d_{A}={\frac {a}{\operatorname {tg} A}}}.

В ортоцентрической системе 4 точек любая точка является ортоцентром треугольника, образованного 3 остальными точками.

- Ортоцентрическая система. Здесь O1, O2, O3 и O4 — центры окружностей четырех возможных треугольников, образованных из ортоцентрических точек A1, A2, A3 и A4 (см. рис.). Три из них вершины исходного треугольника, а четвертая — его ортоцентр. Радиусы всех четырех окружностей равны. Центры трех из четырех окружностей (кроме описанной исходного треугольника) образуют вершины треугольника, равного исходному, со сторонами, попарно параллельными сторонам исходного треугольника.

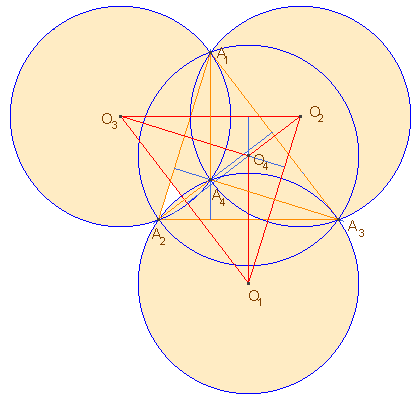
Ортоцентрическая система. Здесь O_{1}, O_{2}, O_{3} и O_{4} — центры окружностей четырех возможных треугольников, образованных из ортоцентрических точек A_{1}, A_{2}, A_{3} и A_{4}.

- *Если прямая ℓ ортополюса P проходит через ортоцентр Q треугольника, то точка, расположенная на продолжении отрезка PQ, соединяющего ортополюс с ортоцентром, по другую сторону на расстоянии, равном PQ, лежит на окружности Эйлера этого треугольника.[10]

## История
Утверждение: «Все 3 высоты треугольника пересекаются в одной точке», называемой теперь ортоцентром, в «Началах» Евклида отсутствует. Ортоцентр впервые в греческой математике использован в «Книге лемм» Архимеда, хотя явного доказательства существования ортоцентра Архимед не привёл.
Часть историков приписывает это утверждение Архимеду и называют его теоремой Архимеда. До середины девятнадцатого века, ортоцентр нередко называли архимедовой точкой.
В явном виде это утверждение («Все 3 высоты треугольника пересекаются в одной точке») встречается у Прокла (410—485) — комментатора Евклида.
Другие историки математики считают автором первого доказательства Уильяма Чеппла (Miscellanea Curiosa Mathematica, 1749 год).
Термин ортоцентр впервые был использован У. Х. Безантом в работе «Конические сечения, исследованные геометрически (1869)» ().